# Gyromitra
Gyromitra, (Elias Magnus Fries, 1849) numită în popor zbârciog fals, este un gen de ciuperci din familia Discinaceae, ordinul Pezizales și încrengătura Ascomycota care cuprinde în prezent, conform filogeneticii moleculare moderne, global aproximativ 20 de specii, în Europa ceva mai puține. Acest gen saprofit este în mod predominant locuitor de sol, dar apare de asemenea pe mulci. Tip de specie este Gyromitra esculenta.

## Filogenetică și morfologie
Aceste ciuperci aparțin filogenetic ordinului Pezizales din încrengătura Ascomycota în subregnul Dikarya al Regnum Fungi. Analiza ADN-ului ribozomal multora dintre Pezizales a arătat că genul Gyromitra este mai strâns legat de genul Discina (precum și Pseudorhizina sau Hydnotrya) și numai distanțat aferent soiului Helvella. Astfel, cele patru genuri sunt acum incluse în familia Discinaceae.
La acest gen stocul de spori este expus. Astfel numitul Apothecium seamănă unei pălării de ciupercă (de acea tot buretele este compus din același țesut), producând sporii lui, de obicei de fiecare dată 8, în structuri asemănătoare unui sac sau tub numite Asci. Sporii sunt grupați între hife sterile într-un strat fructifer (Hymenium).

## Descriere
- Corpul fructifer: formează apotecii mari cu sau fără picior bine dezvoltat cu aspect de creier, mezenter sau șa ori adâncite la mijloc în formă de cupă (de exemplu Gyromitra melaleuca). Diametrul este foarte diferit, oscilând în maxim de la 5 cm (Gyromitra leucoxantha) până la 20 cm (Gyromitra gigas). Coloritul poate varia pe exterior între ocru-gălbui, galben-măsliniu brun-măsliniu până la brun-negricios, fiind pe inferior alb. Sporii sunt elipsoidali până lung-elipsoidali, netezi, hialini (translucizi), câteodată cu un vârf fusiform, conținând mereu 1-3 de picături de ulei gălbuie, ajungând la o mărime maximală de 32–38 × 12–14 microni (Gyromitra gigas). Pulberea sporilor est albă.
- Piciorul: are o lungime de până la 13 (15) cm (Gyromitra caroliniana) și o grosime maximală de peste 6 cm (Gyromitra gigas), fiind format neregulat, străbătut de nervuri longitudinale, făinos sau fin tărâțos pe exterior, prezentând o încrengătură de goluri în interior. Culoarea este albicioasă în tinerețe, apoi capătă adesea nuanțe rozalii sau roșiatice din ce în ce mai evidente.
- Carnea: este albicioasă până ușor gălbuie, ceroasă, marmorată și sfărâmicioasă, de gust savuros și miros aromatic (din când în când chiar ușor spermatic).[9][10][11][12][13][14][15][16][17]

## Specii (selecție)
| - Gyromitra ambigua - Gyromitra brunnea - Gyromitra bubakii - Gyromitra californica - Gyromitra caroliniana - Gyromitra curtipes | - Gyromitra fastigiata - Gyromitra gigas - Gyromitra infula - Gyromitra leucoxantha - Gyromitra korfii - Gyromitra esculenta | - Gyromitra melaleucoides - Gyromitra montana - Gyromitra olympiana - Gyromitra parma - Gyromitra sphaerospora - Gyromitra ticiniana |

## Speciile genului în imagini (selecție)

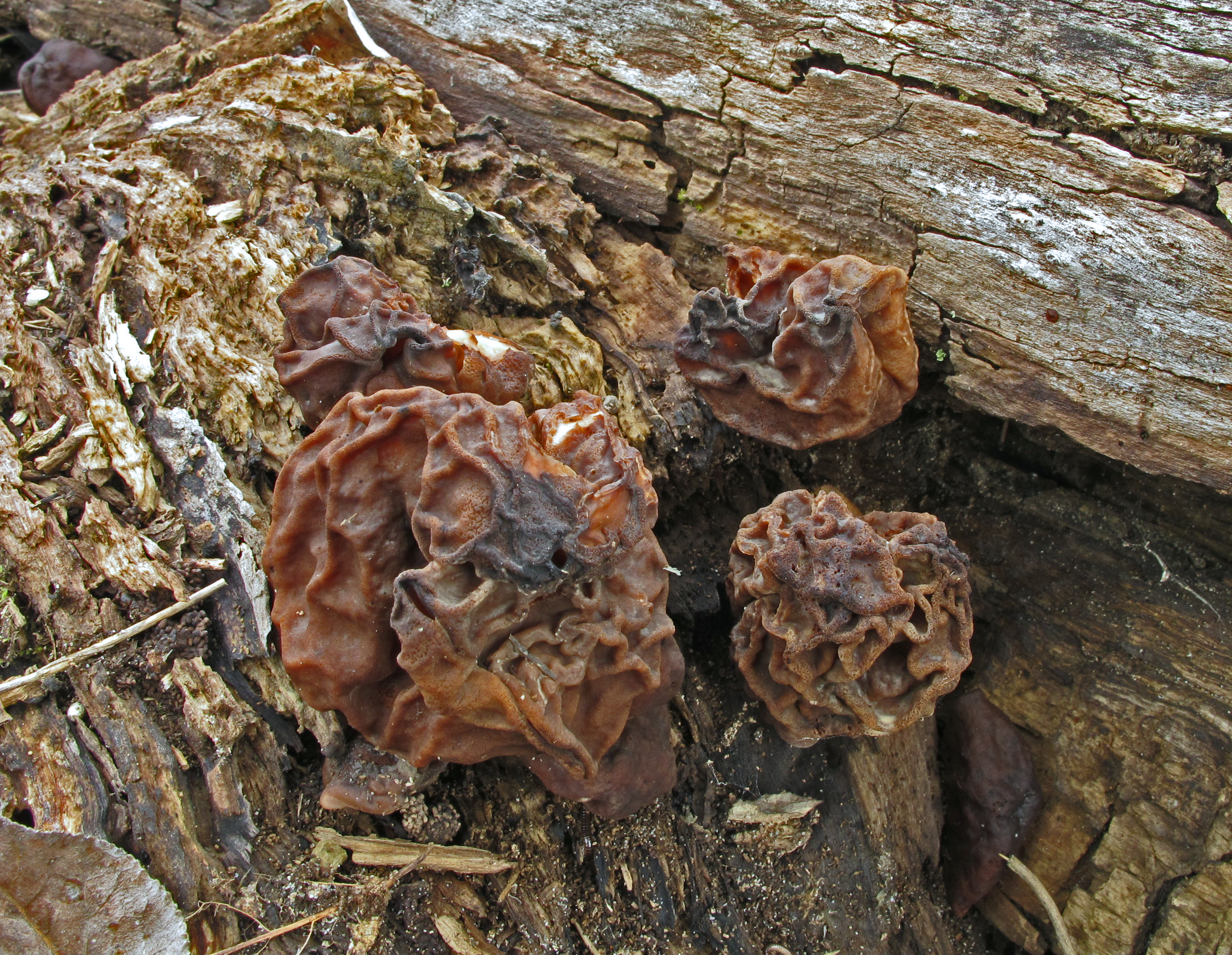
Gyromitra ambigua
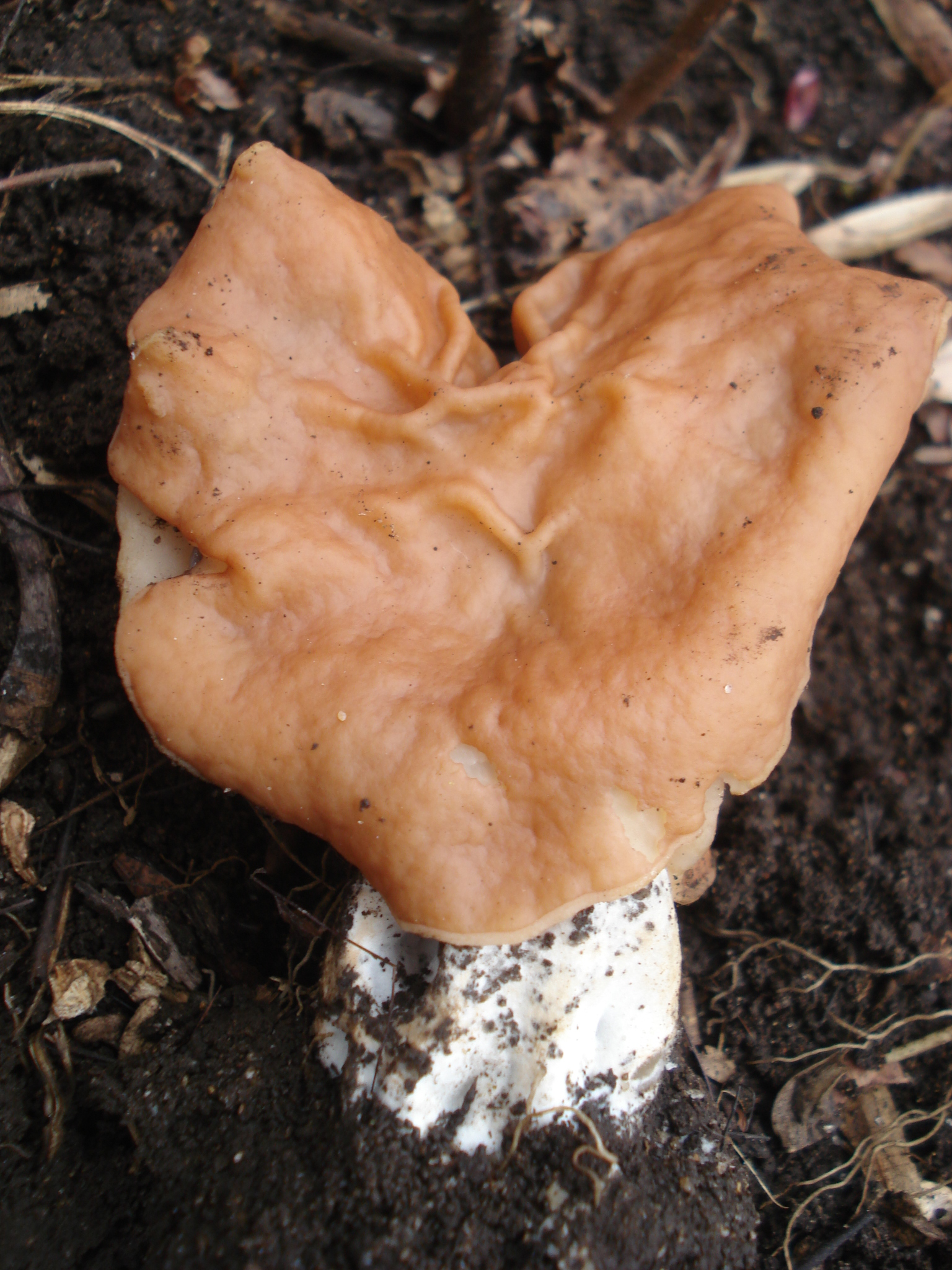
Gyromitra brunnea
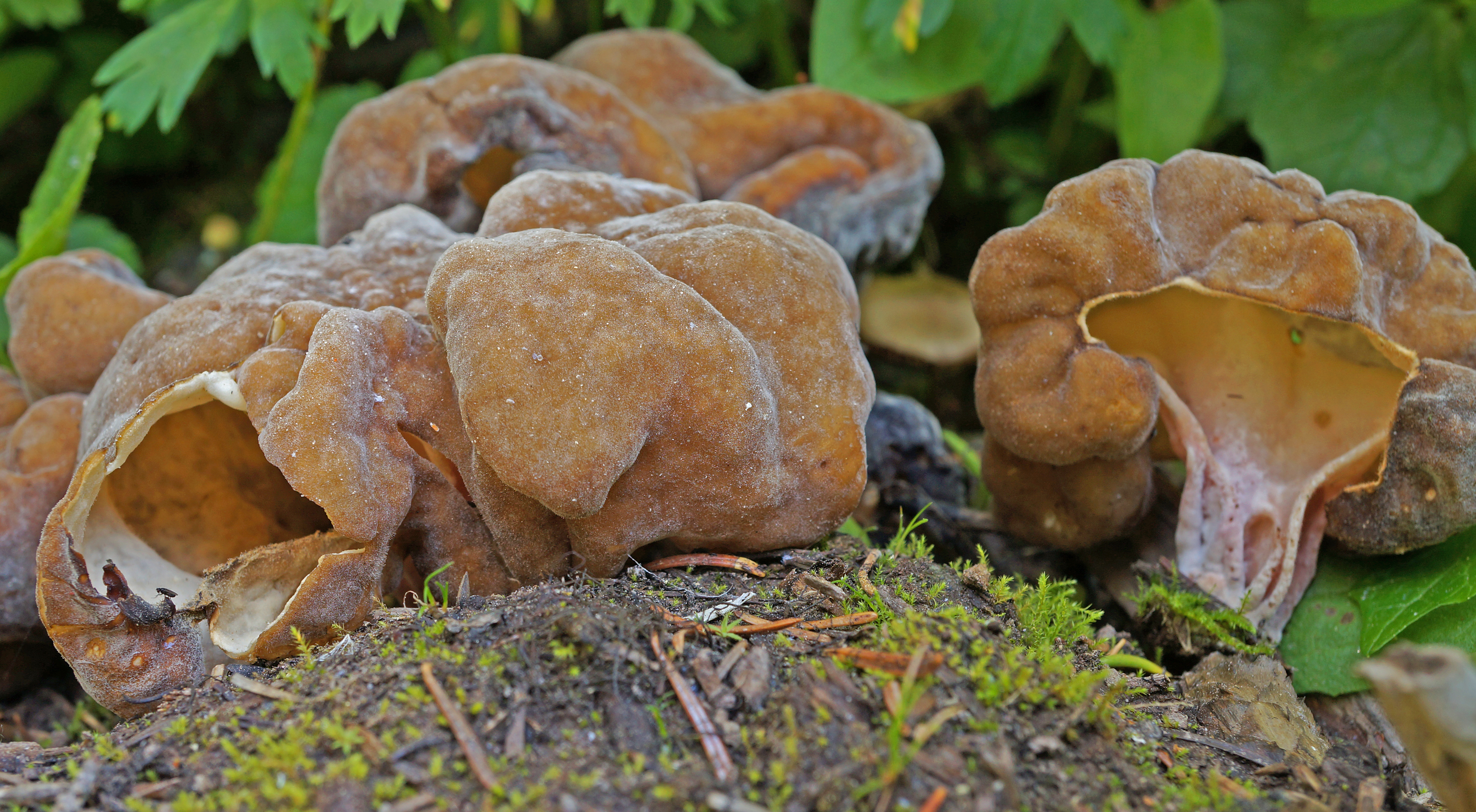
Gyromitra californica
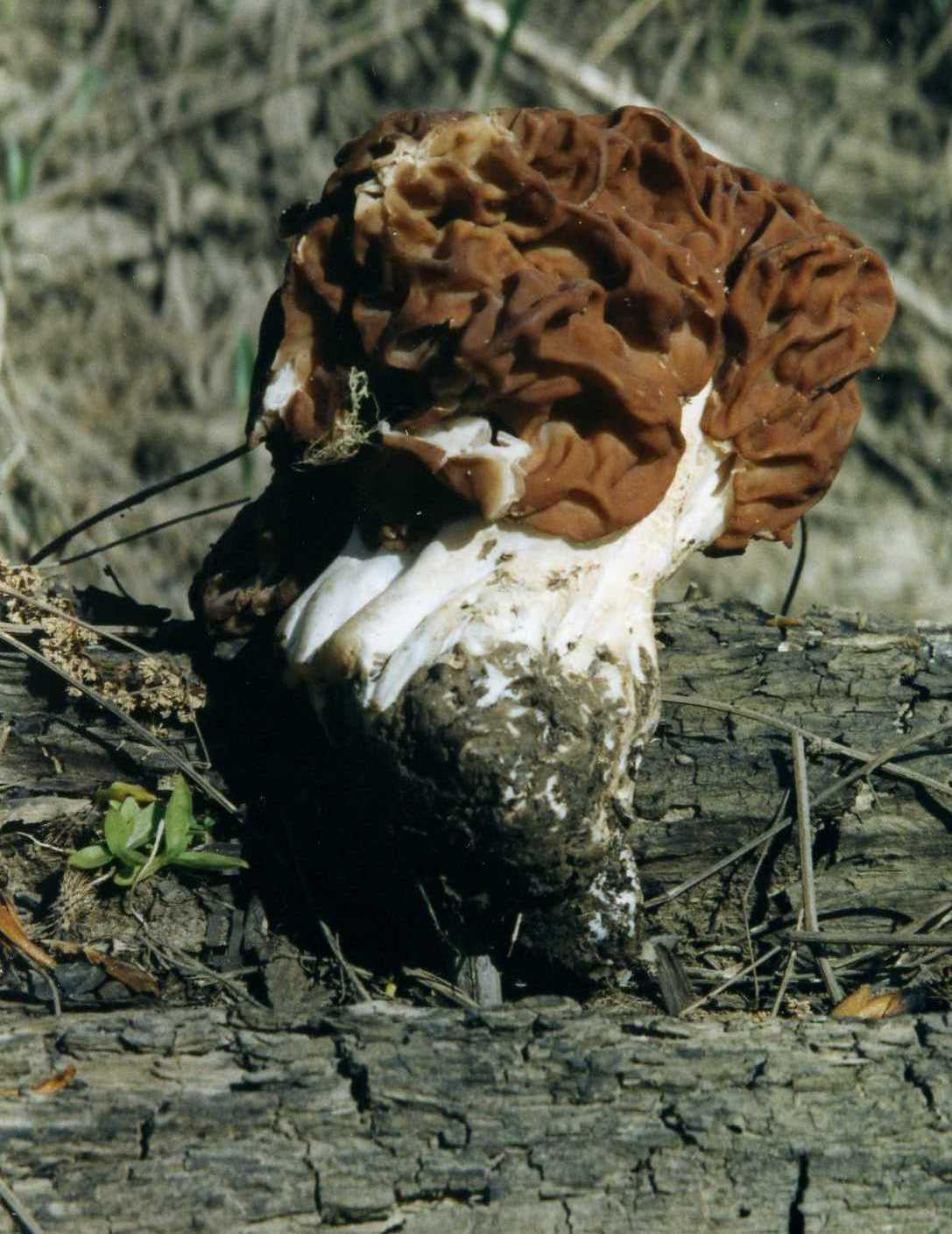
Gyromitra caroliniana
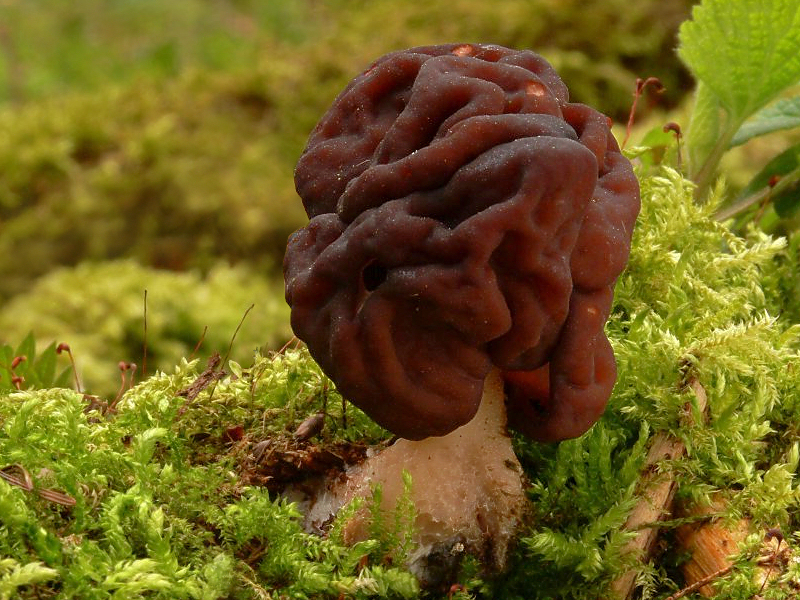
Gyromitra esculenta

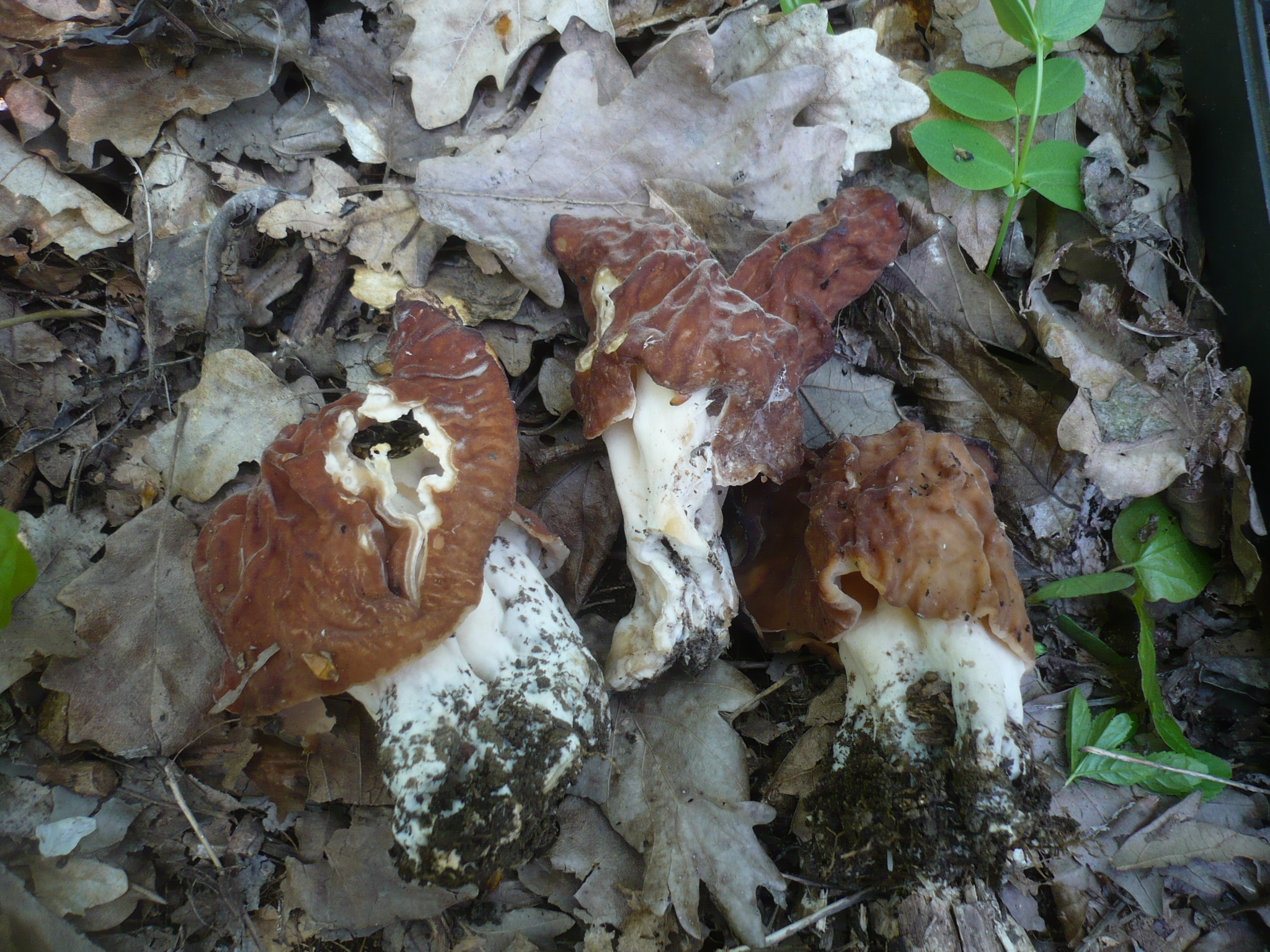
Gyromitra fastigiata
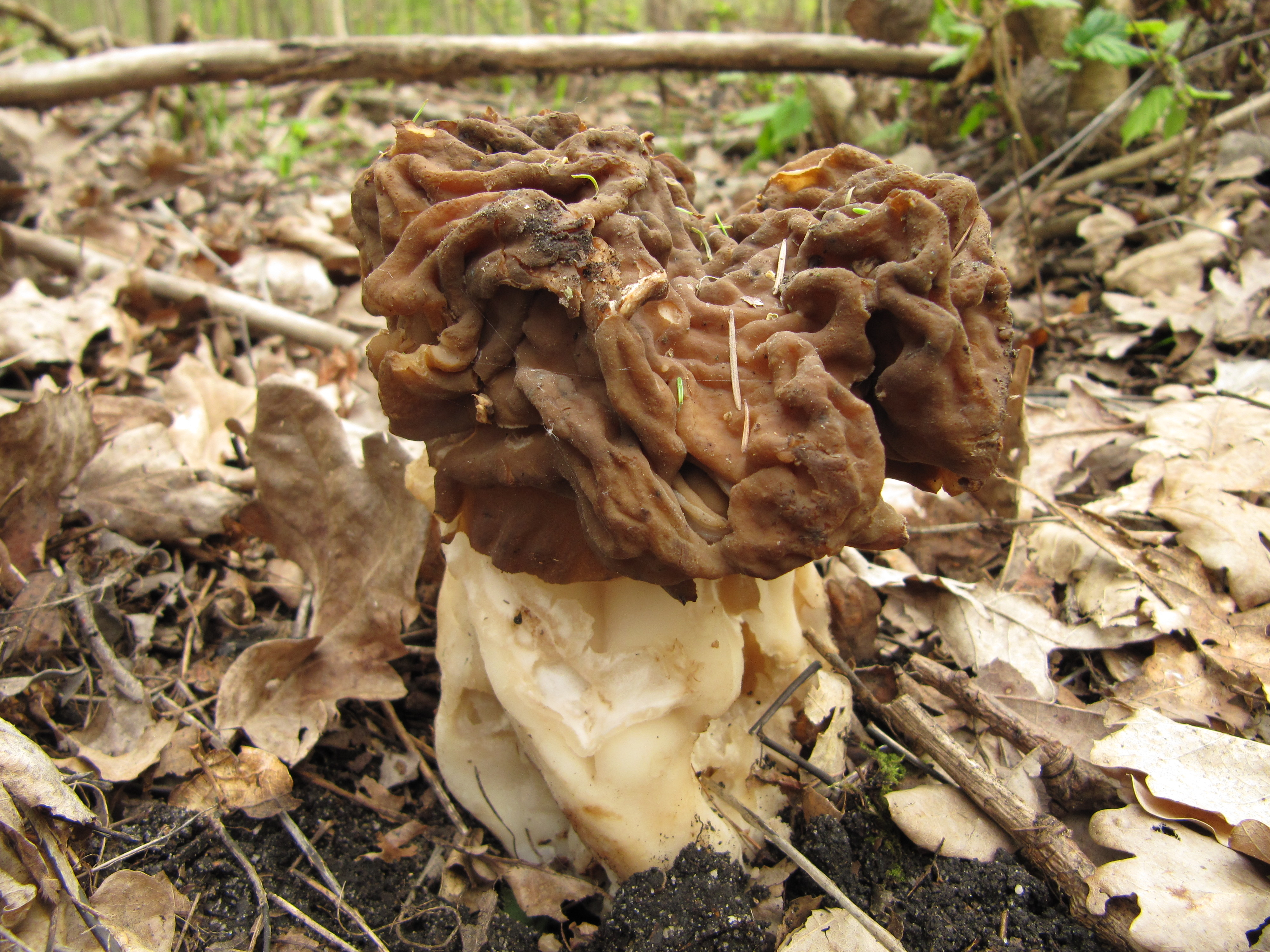
Gyromitra gigas
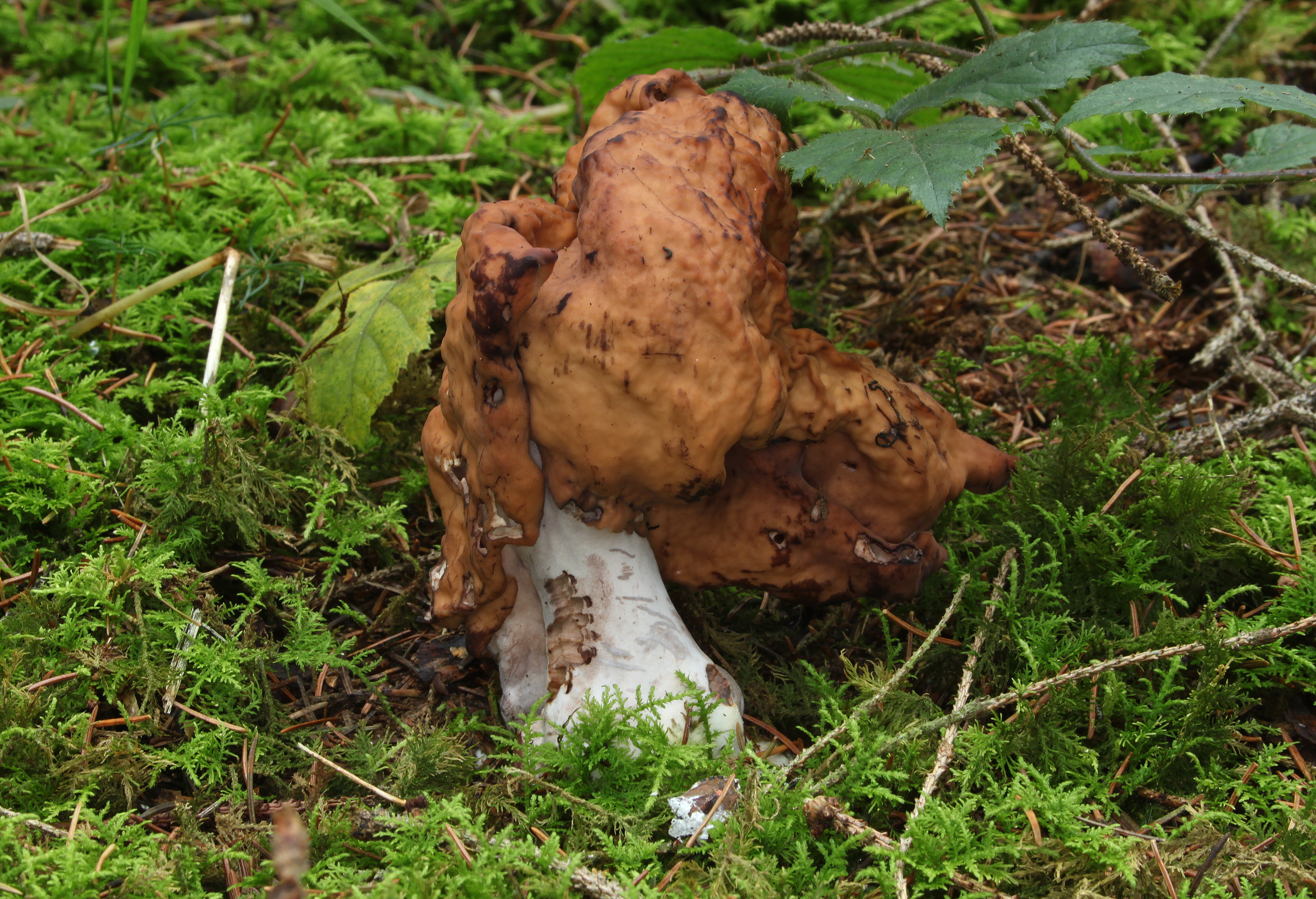
Gyromitra infula
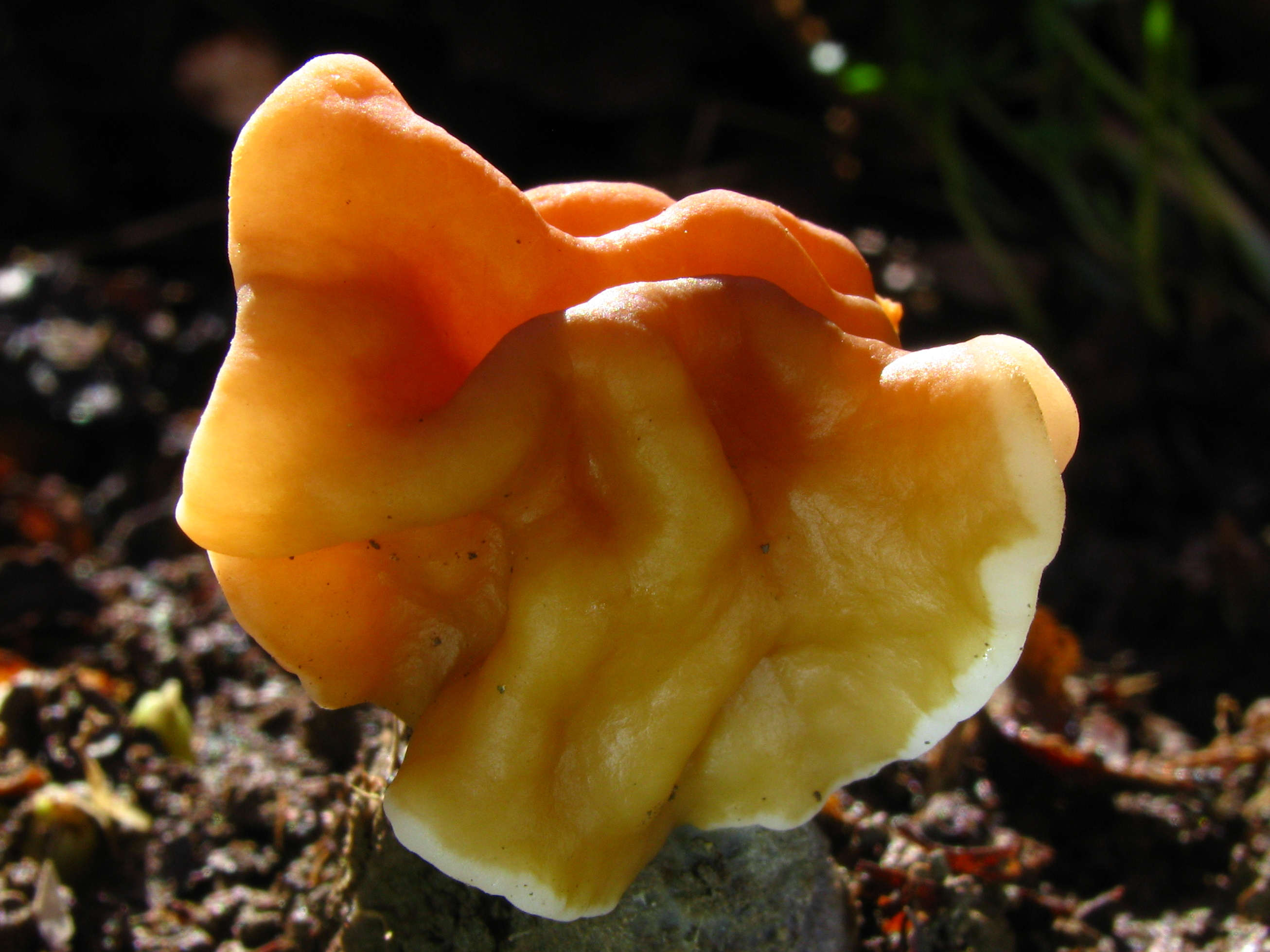
Gyromitra korfii

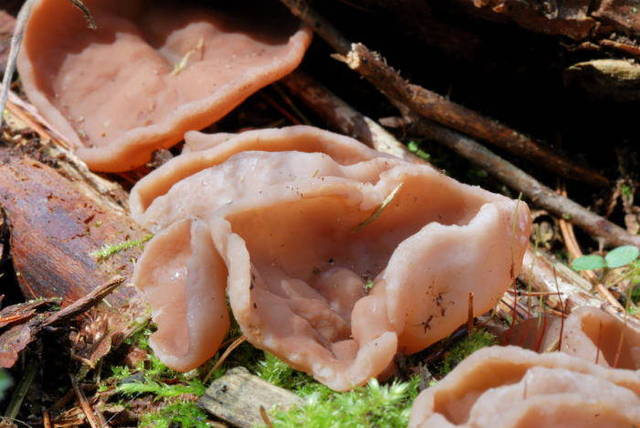
Gyromitra leucoxantha
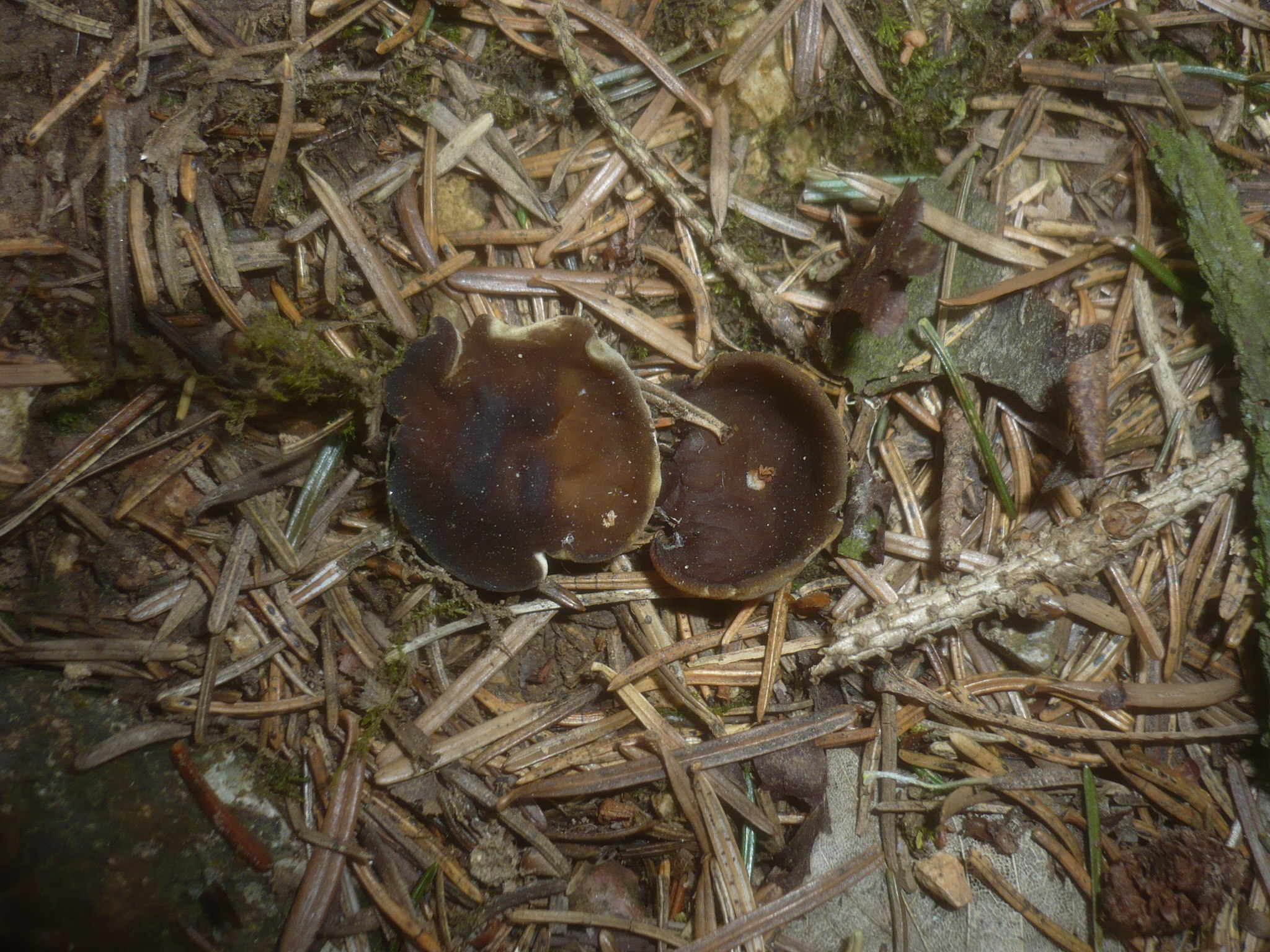
Gyromitra melaleuca
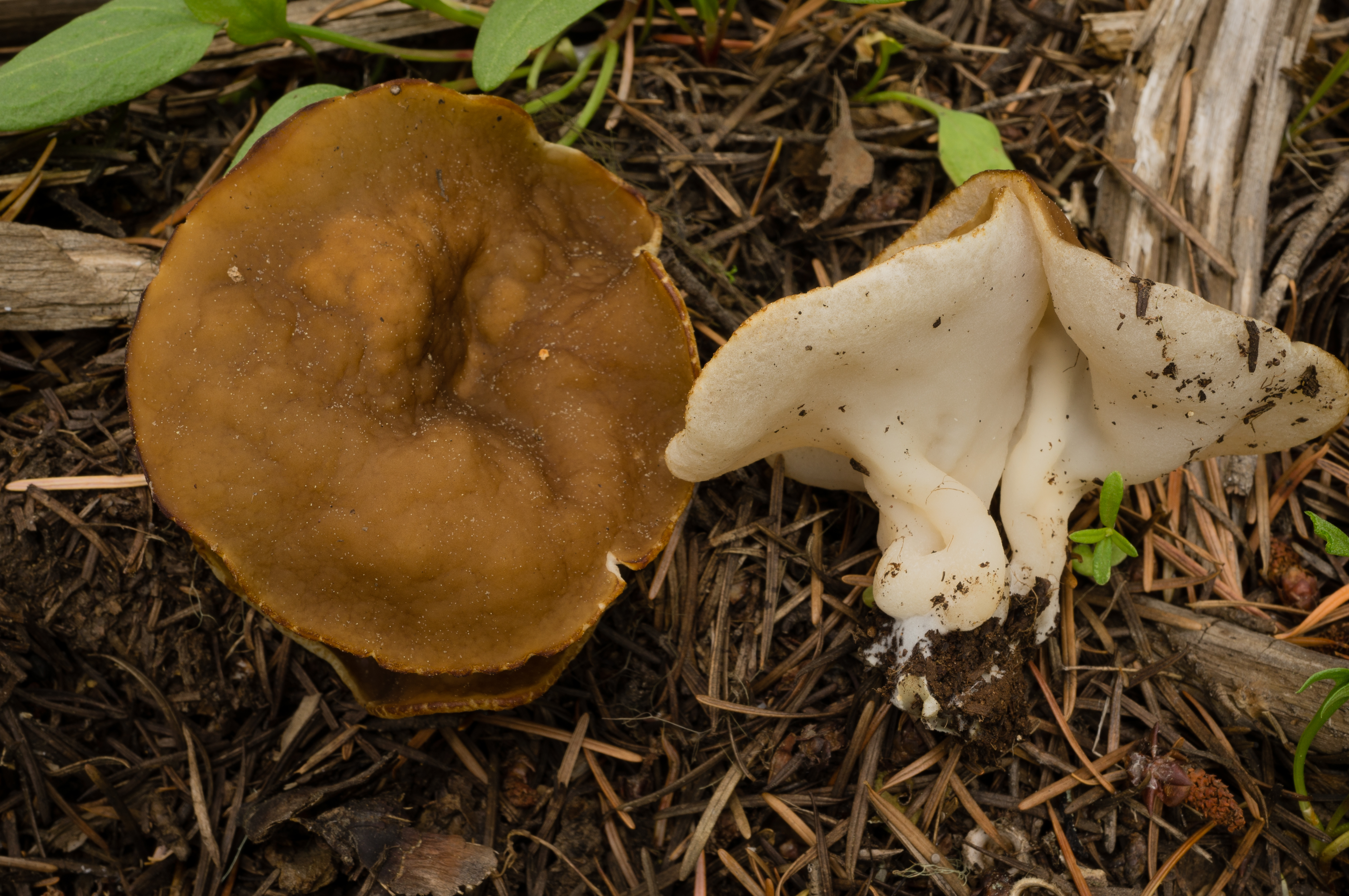
Gyromitra melaleucoides
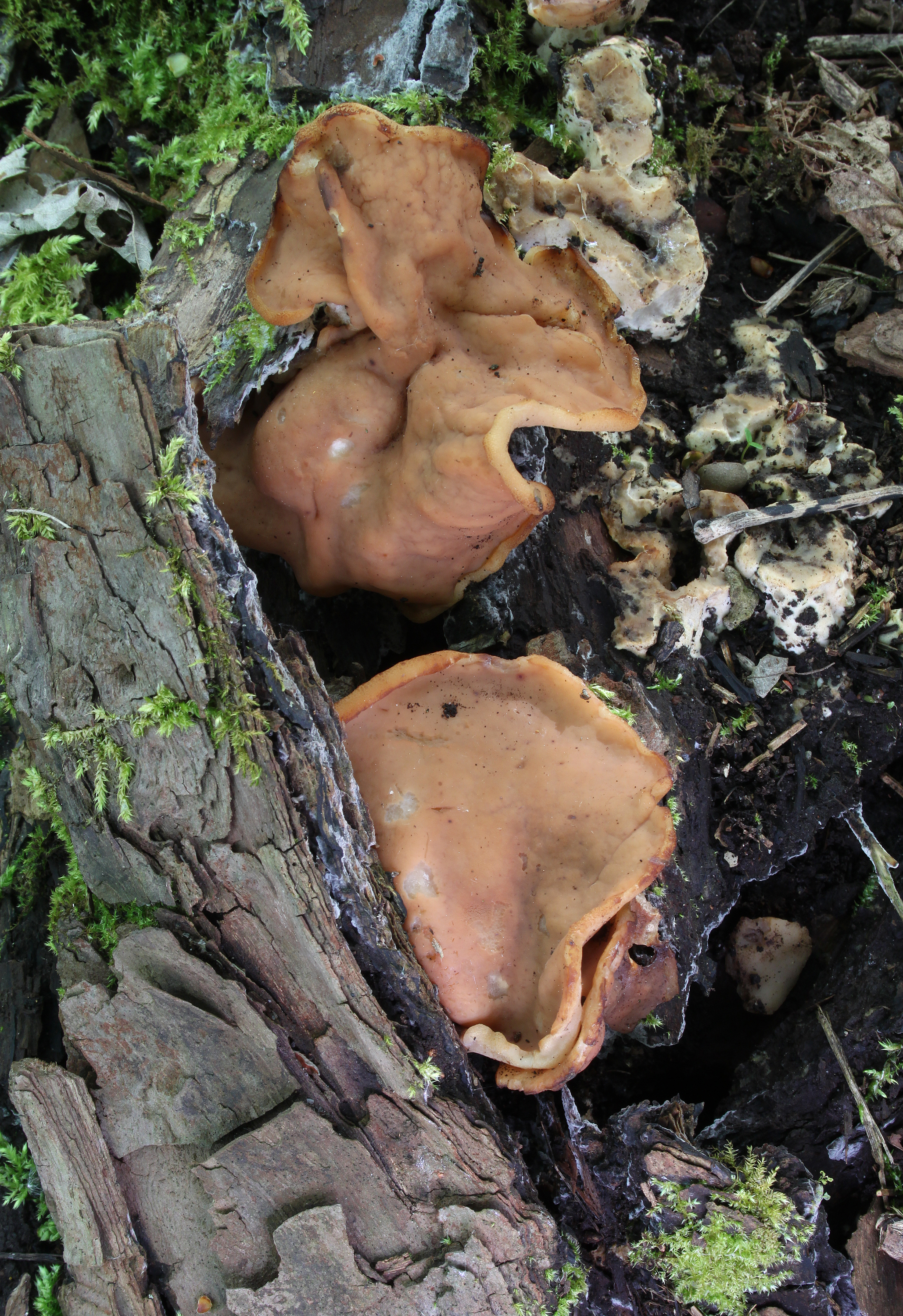
Gyromitra parma

## Toxicitate și comestibilitate

Struc. chimică a giromitrinei

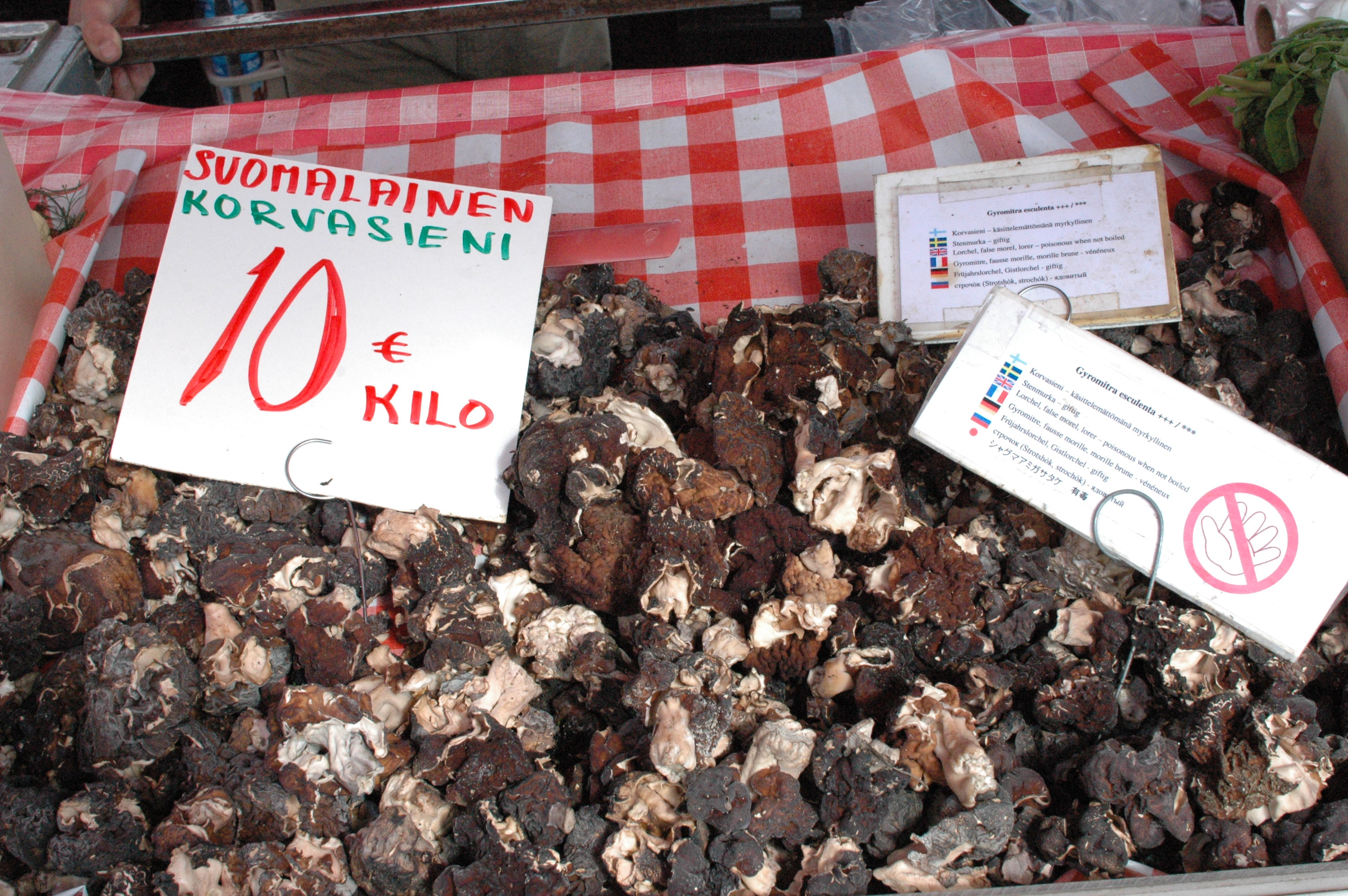
Piața Helsinki: G. esculenta

Toate speciile Gyromitra sunt în stare crudă ușor până extrem de otrăvitoare, chiar letale. Ele produc giromitrină (nume dat după genul ciupercii, pe vremuri „acid helvelic”) care se descompune într-un produs chimic foarte toxic și volatil în N-metil-N-formilhidrazină și monometilhidrazină. Monometilhidrazina care a fost folosită în trecut ca combustibil la rachete, inhibă  coenzima piridoxil-fosfat și acidul gamaaminobutiric (GABA). N-metil-N-formilhidrazina inhibă enzimele citocromului P450. Cel mai periculos soi este Gyromitra esculenta cu 50–320 mg per kg în ciuperca proaspătă (doza mortală pentru adulți: 20–50 mg per kg greutate, la copii mai puțin). În alte ciuperci acestui gen se găsește mult mai puțină giromitrină. Astfel toxicologul Peter D. Bryson a dovedit giromitrina și derivatul ei mono-metil-hidrazină (care se transformă în stomac din giromitrină), otrăvitoare pentru om, există și în alte specii Gyromitra în doze reduse, ca de exemplu în G. ambigua, G. brunnea și G. fastigiata, dar nu în G. gigas sau G. infula. „Pilzforum 2000” argumentează, că conținutul de toxină în acești bureți oscilează, se pare că există diferențe regionale enorme în nivelurile de toxine.
Faimosul micolog ceh Albert Pilát (1903-1974) afirmă pentru Gyromitra gigas (care se găsește și este consumată destul de des, mai ales în Boemia de Mijloc) că ingerarea a rămas fără un singur caz de intoxicație cunoscut cu acest tip.
Cel mai periculos burete este cu mare interval zbârciogul gras. Ironia sorții face ca aceasta ciupercă să poarte numele de "esculenta", ceea ce înseamnă în limba latină „comestibil”. Giromtrina devine într-adevăr instabilă la căldură, este volatilă și solubilă în apă, încât astfel ciuperca a fost mâncată mai devreme după două fierbere sau uscare (păstrând-o în continuare cel puțin un sfert de an).
Soiul a fost până în anii 70 ai secolului al XX-lea o ciupercă agreată de piață. În Europa de Est și de Nord acest burete încă se consumă în cantități însemnate în ciuda faptului că este toxică, insa Finlanda este vândut pe piață. Dar și fierberea zbârciogului gras cel puțin în două ape sau uscatul înainte de a-l consuma, nu garantează nimănui comestibilitatea sa sută la sută. Celelalte soiuri sunt mult mai inofensive, dar un risc rămâne.